# Patinella brusinae
Patinella brusinae is een mosdiertjessoort uit de familie van de Lichenoporidae. De wetenschappelijke naam van de soort is voor het eerst geldig gepubliceerd in 1939 door Neviani.